# Душково (Воложинский район)
Душково (бел. Ду́шкава) — деревня в Воложинском районе Минской области Белоруссии. В составе Раковском сельсовете.

## География
Пролегает дорога Н-8252.
Ближайшие населённые пункты Выгоничи, Ратынцы и др.

### Гидрография
Река Выгоничанка (приток Ислочи).

## История
В 1908 году в Раковской области Минского уезда Минской губернии.

## Население

### Численность
- 2019 год — 40 жителей

### Динамика
- 1908 год — 490 жителей, 54 дворов (деревня); 44 жителей, 1 двор (имение)[3]
- 1964 год — 750 жителей, 146 подворий
- 1999 год — 111 жителей (перепись населения)
- 2009 год — 71 жителей (перепись населения)[3]
- 2019 год — 40 жителей (перепись населения)

## Достопримечательность
- Усадьба Булгаков: альтана, бровар, дом эконома, ледовня, парк, хозяйственные постройки
- Православная часовня (1803)[4]. Построена в XIX веке из древа.
- Часовня-усыпальница Кароля Моравского (XIX век)[5]
- Часовня-усыпальница (XIX век)
- Пирамидальная часовня (XIX век)
- Часовня (XIX век)
- Бровар

### Утраченное наследие
- Усадебный  дом
- Амбар

## Галерея

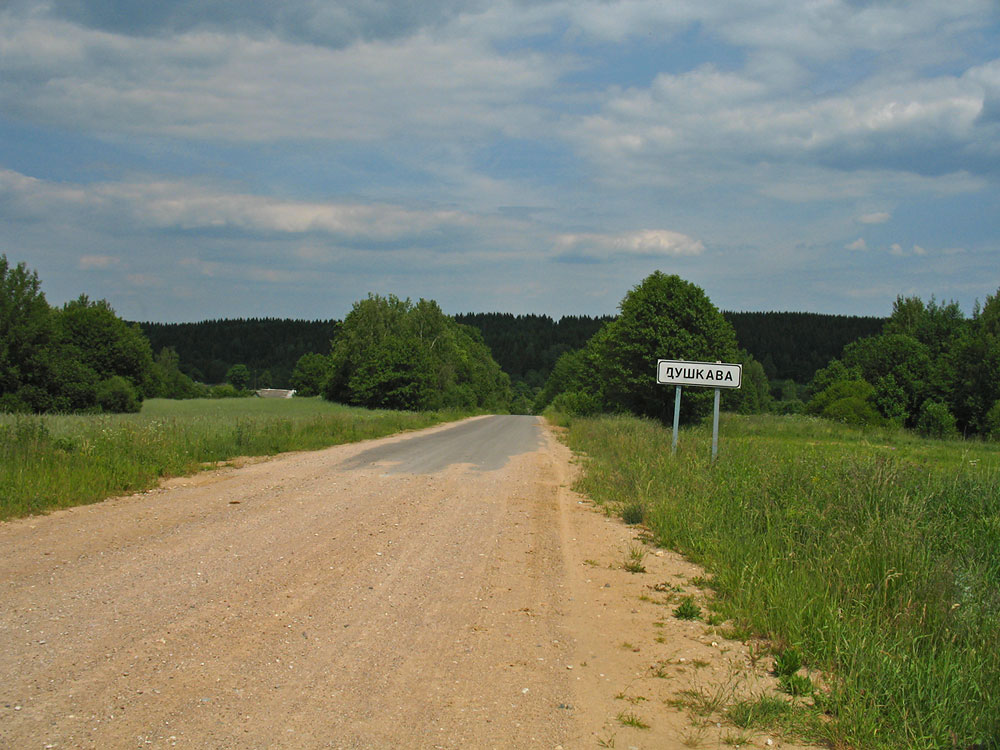
Панорама
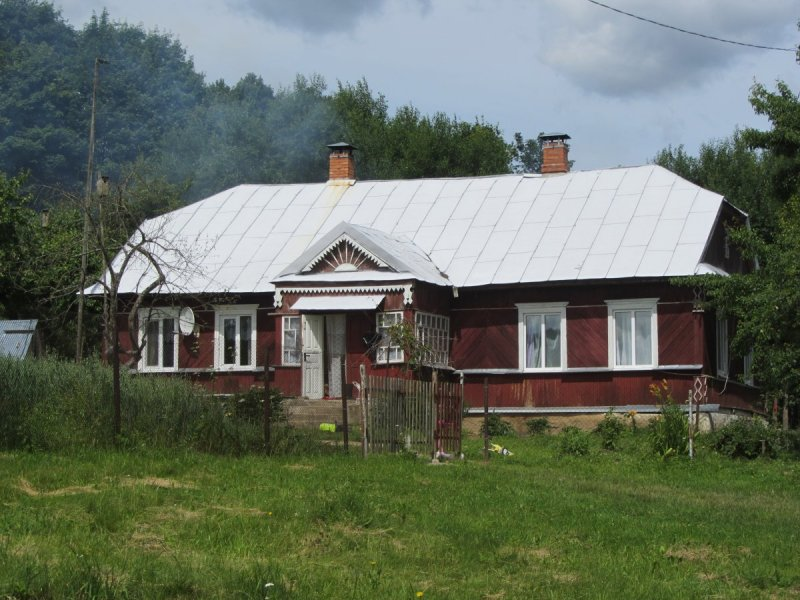
Дом эконома
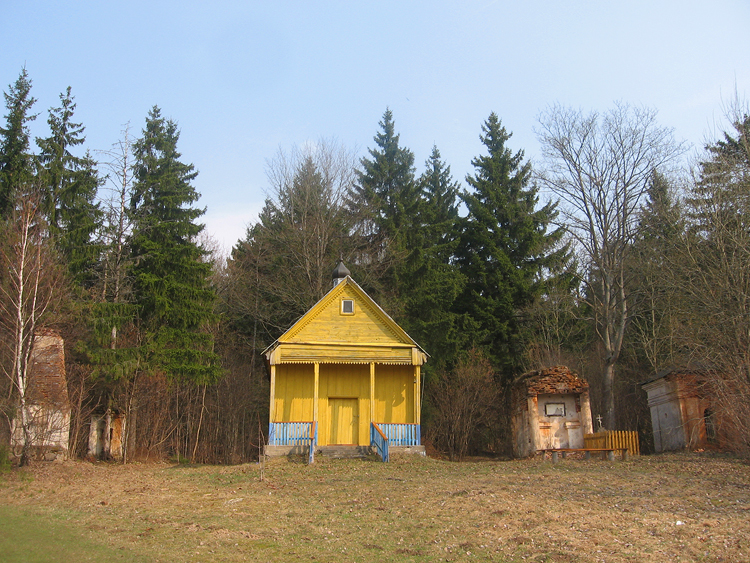
Часовня Св. Николая
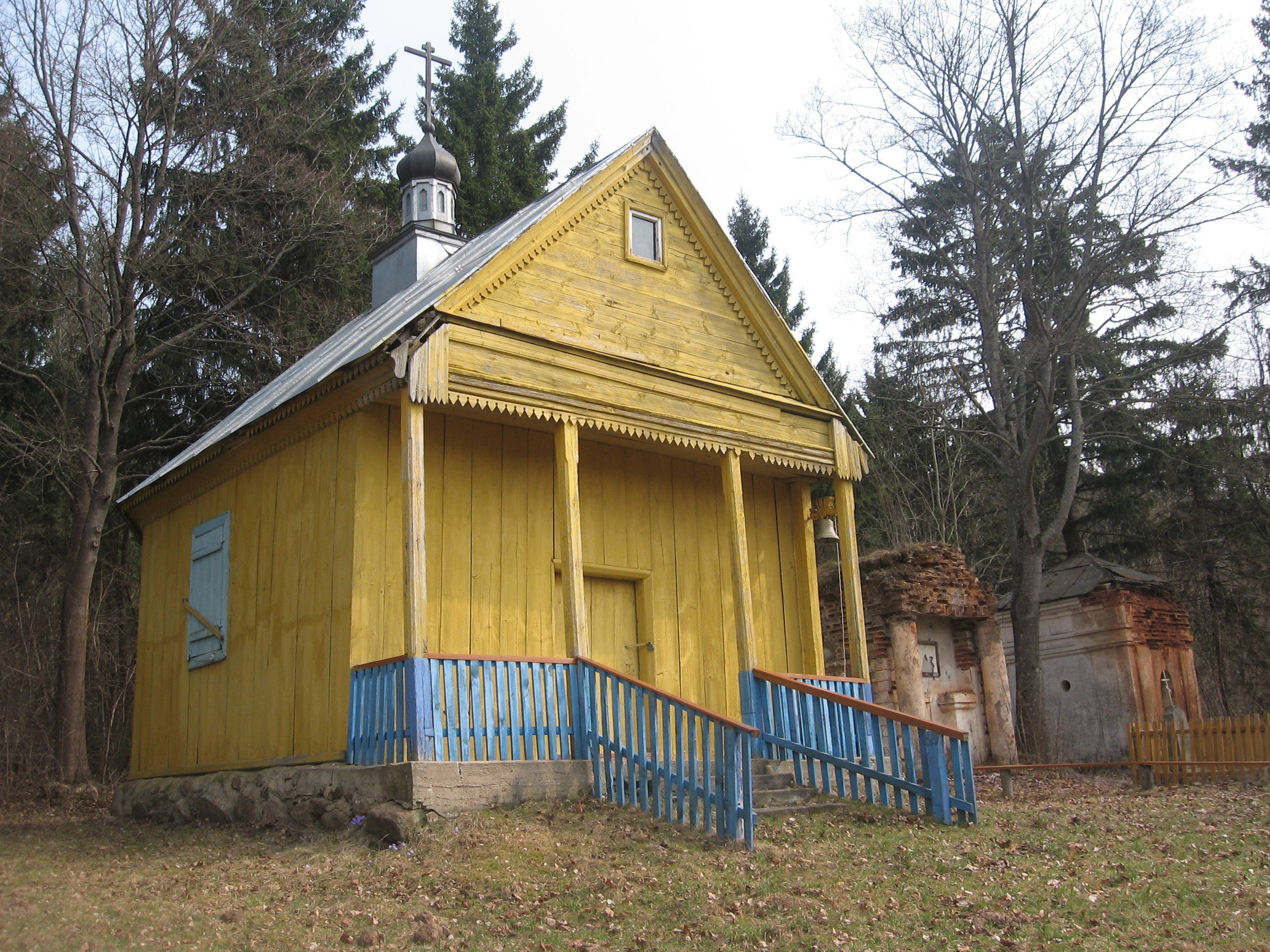
Часовня Св. Николая
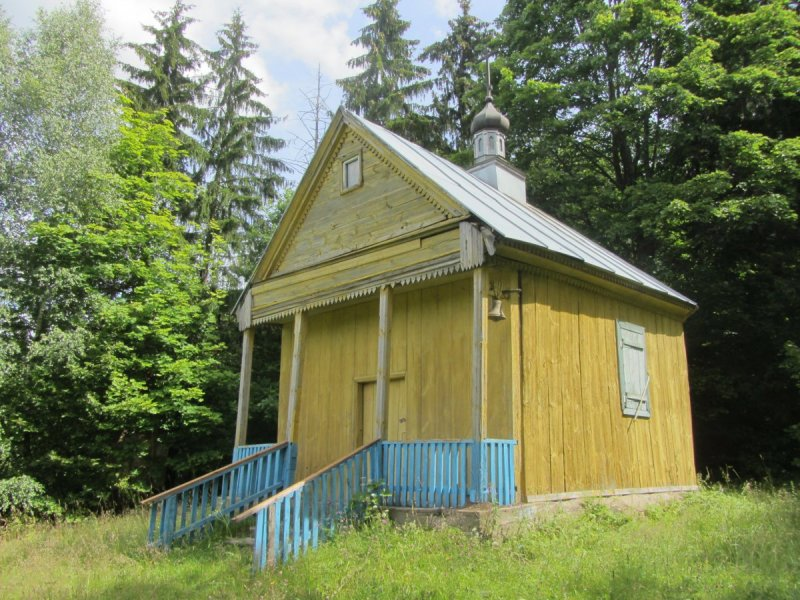
Часовня Св. Николая
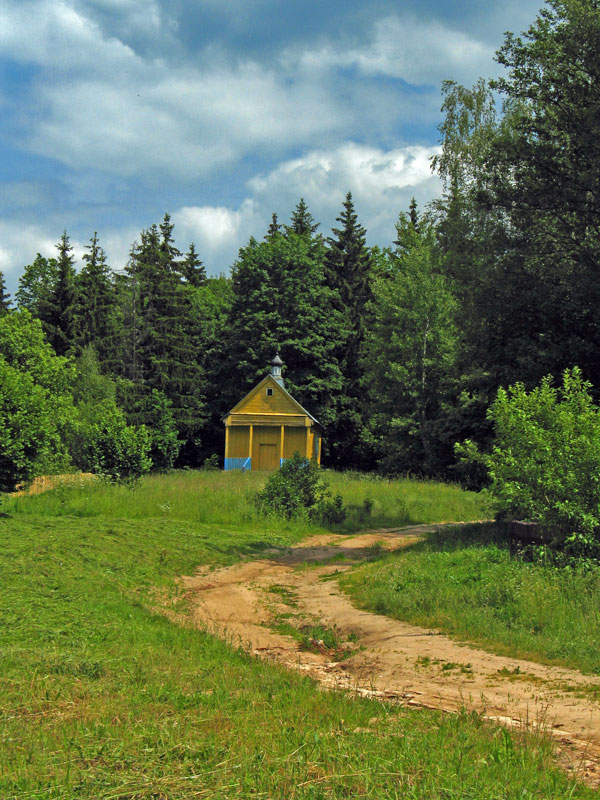
Часовня Св. Николая
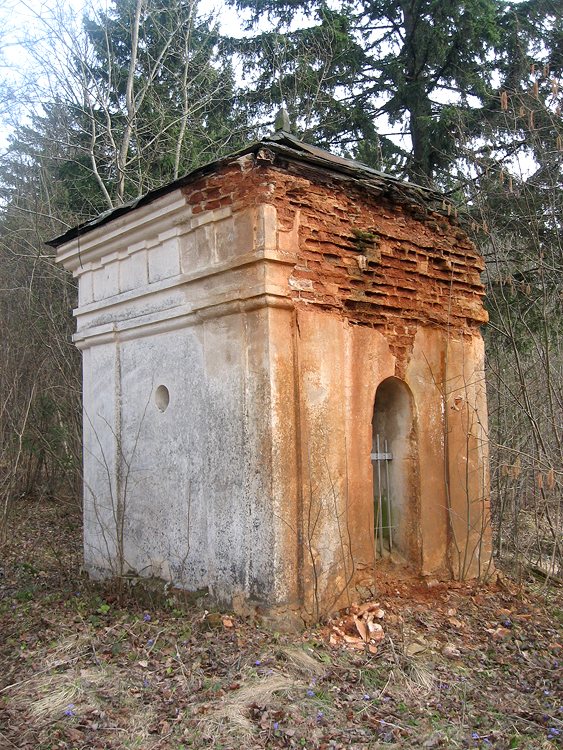
Часовня-усыпальница
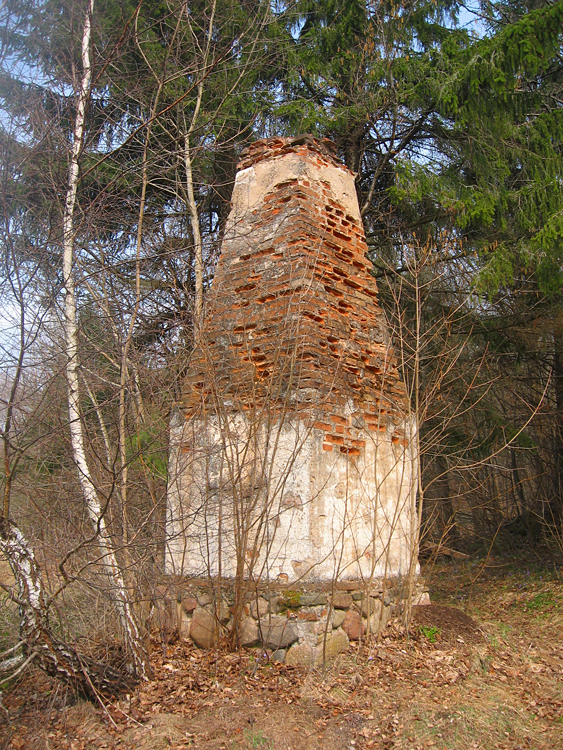
Пирамидальная часовня
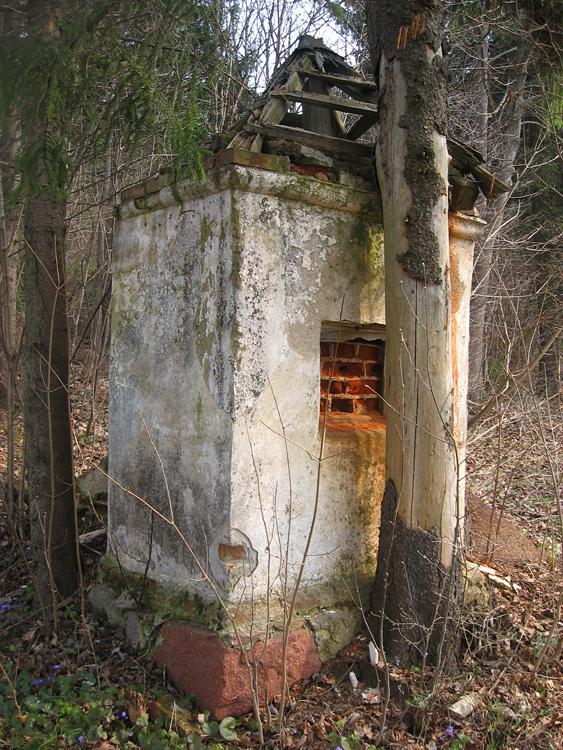
Часовня
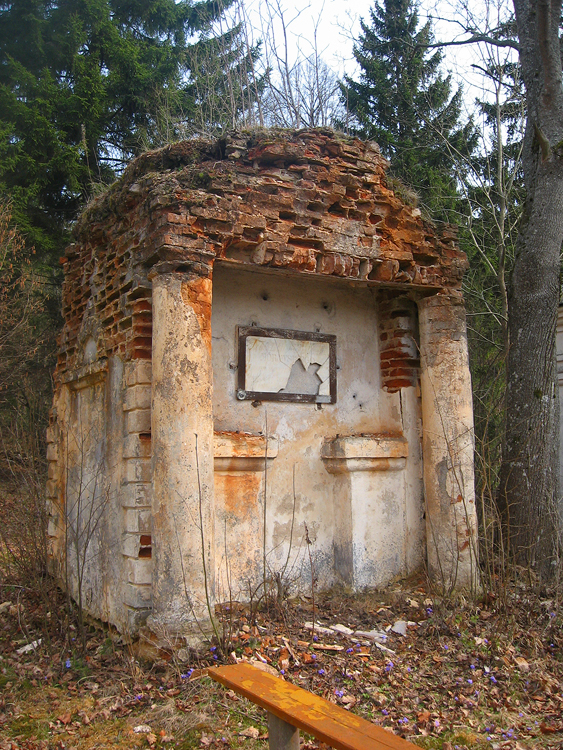
Часовня-усыпальница Кароля Моравского